# Göran Larsson
Pour les articles homonymes, voir Larsson.
Göran Larsson, né le 24 mai 1932 à Uppsala et mort le 27 février 1989 à Haninge, est un nageur suédois.

## Palmarès

### Jeux olympiques
- Jeux olympiques d'été de 1952 à Helsinki 
  -  Médaille de bronze sur 100 mètres nage libre.

### Championnats d'Europe
- Championnats d'Europe 1950 à Vienne 
  -  Médaille d'or sur 100 mètres dos.
  -  Médaille d'or sur 4 × 200 mètres nage libre.
  -  Médaille d'argent sur 100 mètres nage libre.